# Tiger et Bunny
Tiger et Bunny (タイガー＆バニー, Taigā Ando Banī) est une série d'animation japonaise créée en 2011 par le réalisateur Keiichi Sato et produit par le studio Sunrise. Masakazu Katsura, mangaka connu pour ses œuvres sélectives Zetman, I"s ou Video Girl Ai, est le chara-designer original. Vingt-cinq épisodes ont été produits et diffusés sur la chaîne MBS entre avril et septembre 2011.
Cette série met en scène des super-héros qui combattent le crime dans un jeu télévisé appelé Hero TV. En France, la série est diffusée par Kazé en streaming légal et gratuit, puis à la télévision depuis le 4 octobre 2013 sur la chaine J-One ainsi qu'à partir de septembre 2014 sur Game One.
L'anime est adapté en manga par Sakakibara Mizuki dans le magazine numérique Kadokawa Niconico Ace, à la suite de la disparition du magazine Newtype Ace, de l'éditeur Kadokawa Shoten, ainsi que par Hiroshi Ueda dans le magazine Miracle Jump. Des adaptations en films d'animation et jeux vidéo ont aussi vu le jour.
Une deuxième saison est diffusée depuis avril 2022.

## Synopsis
Aucun téléspectateur de Stern Bild City, une mégapole bâtie sur plusieurs niveaux de 22 millions d'habitants, ne rate Hero TV, une espèce de jeu télévisé filmé en direct où sont mis à l'honneur les héros de cette ville, chacun sponsorisés par une marque d'enseigne et dirigé par Agnès Joubert, productrice de Hero TV en personne. Ils sont des "next", des humains nés avec des super-pouvoirs apparus pour une raison inconnue il y a environ 45 ans.
Le but du jeu est que chaque héros doit récolter le plus de points de sauvetage possible, points qui sont distribués selon leurs exploits, comme par exemple arrêter un fourgon blindé volé, capturer le criminel, désamorcer une bombe à temps, etc. La personne qui dispose du plus de points est sacrée Roi des Héros.
Wild Tiger sous son identité civile Kotetsu Kaburagi, vétéran du monde des super héros, est forcé de faire équipe avec un débutant dans le domaine, Barnaby Brooks Jr. alias Bunny qui a des convictions différentes sur le métier de héros, bien qu'il partage le même pouvoir que Tiger.
En effet, Tiger agit souvent par instinct, ce qui le met malheureusement dans des situations désastreuses, alors que Bunny est plus posé et réfléchi et tente donc plutôt de chercher une stratégie pour tenter de minimiser les risques. Mais tous deux font équipe malgré tout et deviennent alors le célèbre duo, Tiger and Bunny.

## Personnages
Kotetsu T. Kaburagi (鏑木・T・虎徹, Kaburagi T. Kotetsu) / Wild Tiger (ワイルドタイガー, Wairudo Taigā)
Barnaby Brooks Jr. (バーナビー・ブルックスJr., Bānabī Burukkusu Junia)
Karina Lyle (カリーナ・ライル, Karīna Rairu) / Blue Rose (ブルーローズ, Burū Rōzu)
Keith Goodman (キース・グッドマン, Kīsu Guddoman) / Sky High (スカイハイ, Sukai Hai)
Antonio Lopez / Rock Bison
Nathan Seymour / Fire Emblem 
Pao-Lin Huang / Dragon Kid
Ivan Karelin / Origami Cyclone

## Anime

### Série télévisée
La production de la série télévisée d'animation par le studio Sunrise a été dévoilée en novembre 2010. Keiichi Sato est le réalisateur, Masafumi Nishida le scénariste et Masakazu Katsura s'occupe du design des personnages. Elle a été diffusée du 2 avril au 17 septembre 2011 sur la chaine MBS, puis rediffusée sur Tokyo MX et BS11 ultérieurement. Neuf DVD et Blu-ray contenant des sous-titres en anglais sont commercialisées entre mai 2011 et janvier 2012. En France, l'anime est diffusé en streaming sur le site Anime Digital Network à la suite de la fusion de KZPlay avec Genzai, et également à la télévision sur la chaine J-One. La version DVD et Blu-ray est distribuée par Kazé.
Le 30 mars 2019, le quotidien japonais Nikkan Sports annonce qu'une suite à Tiger & Bunny est en cours de production,. Le 2 avril 2020, la suite est nommée Tiger & Bunny 2 et est produite sous forme d'une série d'animation. La seconde saison est réalisée par Mitsuko Kase et le studio Bandai Namco Pictures. La seconde saison est composée de 25 épisodes divisée en deux parties. Les 13 premiers épisodes sont diffusés en avril 2022 sur Netflix.

#### Liste des épisodes

##### Saison 1
| No | Titre français                           | Titre japonais                                                                    | Titre japonais                                       | Date de 1re diffusion |
| No | Titre français                           | Kanji                                                                             | Rōmaji                                               | Date de 1re diffusion |
| -- | ---------------------------------------- | --------------------------------------------------------------------------------- | ---------------------------------------------------- | --------------------- |
| 1  | All's well that ends well                | All's well that ends well. 終わりよければすべてよし                               | Owari yokereba subete yoshi                          | 2 avril 2011          |
| 2  | A good beginning makes a good ending     | A good beginning makes a good ending. はじめが肝心                                | Hajime ga kanjin                                     | 9 avril 2011          |
| 3  | Many a true word is spoken in jest       | Many a true word is spoken in jest. 嘘から出た真実                                | Uso kara deta makoto                                 | 16 avril 2011         |
| 4  | Fear is often greater than the danger    | Fear is often greater than the danger. 案ずるより、産むが易し                     | Anzuru yori, umu ga yasushi                          | 23 avril 2011         |
| 5  | Go for broke !                           | Go For Broke ! 当たって砕けろ!                                                    | Atatte kudakero!                                     | 30 avril 2011         |
| 6  | Fire is a good servant but a bad master  | Fire is a good servant but a bad master. 火は従順なしもべだが、悪しき主人でもある | Hi wa jūjunna shimobe da ga, ashiki shujin demo aru  | 7 mai 2011            |
| 7  | The wolf knows what the ill beast thinks | The wolf knows what the ill beast thinks. 蛇の道は蛇                              | Ja no michi wa hebi                                  | 14 mai 2011           |
| 8  | There is always a next time              | There is always a next time. 必ず機会が来る                                       | Kanarazu kikai ga kuru                               | 21 mai 2011           |
| 9  | Spare the rod ans spoil the child        | Spare the rod and spoil the child. かわいい子には旅をさせよ                       | Kawaii ko ni wa tabi o saseyo                        | 28 mai 2011           |
| 10 | The calm before the storm                | The calm before the storm. 嵐の前の静けさ                                         | Arashi no mae no shizukesa                           | 4 juin 2011           |
| 11 | The die is cast                          | The die is cast. 賽は投げられた                                                   | Sai wa nagerareta                                    | 11 juin 2011          |
| 12 | Take heed of the snake in the grass      | Take heed of the snake in the grass. 草の中にいる蛇に用心せよ                     | Kusa no naka ni iru hebi ni youjin seyo              | 18 juin 2011          |
| 13 | Confidence is a plant of slow growth     | Confidence is a plant of slow growth. 信頼という木は大きくなるのが遅い木である    | Shinrai to iu ki wa ookiku naru no ga osoi ki de aru | 25 juin 2011          |
| 14 | Love is blind                            | Love is blind. 恋は盲目                                                           | Koi wa moumoku                                       | 2 juillet 2011        |
| 15 | The sky's the limit                      | The sky's the limit... 限界は空高くに…                                            | Genkai wa sora takaku ni...                          | 9 juillet 2011        |
| 16 | Truth lies at the bottom of a well       | Truth lies at the bottom of a well. 真実は井戸の底にある                          | Shinjitsu wa ido no soko ni aru                      | 16 juillet 2011       |
| 17 | Blood is thicker than water              | Blood is thicker than water. 血は水よりも濃い                                     | Chi wa mizu yorimo koi                               | 23 juillet 2011       |
| 18 | Ignorance is blis                        | Ignorance is blis. 知らぬが仏                                                     | Shiranu ga hotoke                                    | 30 juillet 2011       |
| 19 | There's no way out.                      | There's no way out. 袋の鼠                                                        | Fukuro no nezumi                                     | 6 août 2011           |
| 20 | Full of courtesy, full of craft          | Full of courtesy, full of craft. 天は自ら助くる者助く                             | Kuchi ni mitsu ari, hara ni ken ari                  | 13 août 2011          |
| 21 | Heaven helps those who help themselves   | Heaven helps those who help themselves. 天は自ら助くる者助く                      | Ten wa mizukara tasukuru mono o tasuku               | 20 août 2011          |
| 22 | Bad luck often brings good luck          | Bad luck often brings good luck. 人間万事塞翁が馬                                 | Jinkan banji saiō ga uma                             | 27 août 2011          |
| 23 | Misfortunes never come singly            | Misfortunes never come singly. 不幸は単独では来ない                               | Fukō wa omonaru tandoku dewa konai                   | 3 septembre 2011      |
| 24 | Nothing ventured, nothing gained         | Nothing ventured, nothing gained. 虎穴に入らずんば虎子を得ず                      | Koketsu ni irazunba koji o ezu                       | 10 septembre 2011     |
| 25 | Eternal Immortality                      | Eternal Immortality. 永久不滅                                                     | Eikyū fumetsu                                        | 17 septembre 2011     |

#### Voix françaises
- Martial Le Minoux : Kotetsu T. Kaburagi / Tiger
- Bruno Méyère : Barnaby Brooks Jr / Bunny
- Nathalie Bleynie : Agnès Joubert
- Sarah Marot (Saison 1) puis Lila Lacombe (Saison 2) : Karina Lyle / Blue Rose
- Rémi Caillebot : Ivan Karelin / Origami
- Jochen Hägele : Nathan Seymour / Fire Emblem
- Philippe Roullier : Antonio Lopez / Rock Bison
- Charles Borg : Keith Goodman / Sky High
- Nayéli Forest : Pao-Lin Huang / Dragon Kid
- Marc Bretonnière : Albert Maverick (Saison 1) , L.L. Audun (Saison 2)
- Julien Chatelet : Jake Martinez
- Emmanuel Rausenberger : Mario
- Antoine Tomé : Alexander Lloyds, voix secondaires
- Gérard Surugue : Ben Jackson, le professeur Saito, voix secondaires
- Jean-Marco Montalto : Yuri Petrov / Lunatic
- Olivia Dutron : Kriem
- Caroline Combes : Kaede Kaburagi
- Pascale Jacquemont : Natacha
- Nikie Gay Lescot : Anzu, Marie
- Grégory Laisné : Subaru Sengoku/ Mr Black, Edward
- Martin Faliu : Thomas Taurus / He is Thomas
- Valérie Bachère : Lara Tchaikoskaya / Magical Cat
- Benjamin Gasquet : Ryan Goldsmith / Golden Ryan
- Mélanie Anne : Lilie
- Damien Da Silva : Cain Morris
- Thomas Sagols : Mugan
- Rémi Gutton : Fugan
- Charles Mendiant : Mattia Ingram
- Christophe Seugnet : Gregory Sunshine
- Virginie Ledieu : Zamira Tchaikoskaya
- Nathalie Homs : Sigourney Rosicky
- Pascale Chemin : Ruby Taurus
- Jean-Pierre Leblan
- Bastien Bourlé
- Jim Coindin
- Christèle Billault
- Marc-Antoine Frédéric
- Laurent Blanpain
- Florent Chako
- Sébastien Baulain
- Sophie Planet
- Nikie Lescot
- Sébastien Mineo
- Pascal Grull
- Laura Zichy

### Films d'animation
La production de deux films d'animation a été annoncée en novembre 2011. Le premier nommé Tiger & Bunny: The Beginning est sorti dans les salles japonaises le 22 septembre 2012 puis en DVD et Blu-ray contenant les sous-titres anglais le 22 février 2013. Le second nommé Tiger & Bunny: The Rising, d'abord prévu pour l'automne 2013, est sorti le 8 février 2014.

#### Tiger & Bunny: The Beginning

##### Synopsis
Des personnes dotées de super-pouvoirs sont médiatisées et les exploits de ceux-ci sont suivis par le monde entier grâce à une chaîne télévisée, Hero TV. Ainsi, le trentenaire Kotetsu se révèle être secrètement, Wild Tiger, un superhéros en costume. Cependant, il rejoint la société Apollon Media, et doit faire équipe avec le nouveau mais pas moins charismatique, Barnaby Brooks Jr. Ces deux hommes que tout oppose doivent mettre leur talent au service de la justice et surtout de l’argent. Toutefois, chacun à ses raisons d’être devenu un super-héros...

##### Fiche technique
- Directeur : Yoshitomo Yonetani
- Scénario : Masafumi Nishida
- Musiques : Yoshihiro Ike
- Character design : Masakazu Katsura
- Studio d’animation : Sunrise
- Distributeur : T-Joy
- Durée : 90 minutes
- Date de sortie :
  -  22 septembre 2012

##### Musiques
- Opening theme : "Earth Diver" par NOVELS
- Ending theme : "Linear Blue wo Kikinagara" par UNISON SQUARE GARDEN

#### Tiger & Bunny: The Rising

##### Fiche technique
- Directeur : Yoshitomo Yonetani
- Scénario : Masafumi Nishida
- Musiques : Yoshihiro Ike
- Character design : Masakazu Katsura
- Studio d’animation : Sunrise
- Distributeur : T-Joy
- Durée : 90 minutes
- Date de sortie :
  -  8 février 2014

## Manga
Masakazu Katsura, chargé du design des personnages de la série télévisée d'animation, a écrit un one shot publié dans le magazine Young Jump #36-37 sorti le 4 août 2011.
Une première série écrite par Sakakibara Mizuki a débuté le 10 septembre 2011 dans le magazine Newtype Ace lancé à cette même date par Kadokawa Shoten. À la suite de la disparition de ce dernier en juillet 2013, la série est transférée dans le magazine numérique Kadokawa Niconico Ace en août 2013,. Le dernier chapitre est publié le 16 décembre 2014. Cette série est éditée en version française par Kazé, mais seuls 5 tomes ont été publiés.
Une deuxième série Tiger & Bunny: The Comic écrite par Hiroshi Ueda a débuté en octobre 2011 dans le magazine Miracle Jump publié par Shueisha,.
Le film d'animation Tiger & Bunny: The Beginning est également adapté en manga.
La deuxième saison Tiger & Bunny 2 est adapté en manga par Hiroshi Ueda.

### Manga de Sakakibara Mizuki
| no | Japonais          | Japonais          | Français        | Français          |
| no | Date de sortie    | ISBN              | Date de sortie  | ISBN              |
| --- | ----------------- | ----------------- | --------------- | ----------------- |
| 1 | 9 février 2012    | 978-4-04-120082-7 | 17 octobre 2012 | 978-2-82030-497-1 |
| Couverture : Wild Tiger, Kotetsu T. KaburagiListe des chapitres : - Episode #01 : All's well that ends well [Tout est bien qui finit bien] - Episode #02 : A good beginning makes a good ending. Part 1 [Bien commencer amène à bien terminer] - Episode #03 : A good beginning makes a good ending. Part 2 [Bien commencer amène à bien terminer 2] - Episode #04 : A good beginning makes a good ending. Part 3 [Bien commencer amène à bien terminer 3]                                                                              |                   |                   |                 |                   |
| 2 | 10 juin 2012      | 978-4-04-120239-5 | 23 janvier 2013 | 978-2-82030-584-8 |
| Couverture : Barnaby Brooks Jr.Liste des chapitres : - Episode #05 : Many a true word is spoken a jest. Part 1 [Il n'y a pas de meilleures vérités que celles dites en riant 1] - Episode #06 : Many a true word is spoken a jest. Part 2 [Il n'y a pas de meilleures vérités que celles dites en riant 2] - Episode #07 : Go for broke ! Part 1 [Le tout pour le tout 1] - Episode #08 : Go for broke ! Part 2 [Le tout pour le tout 2] - Episode #09 : Go for broke ! Part 3 [Le tout pour le tout 3]                                 |                   |                   |                 |                   |
| 3 | 25 septembre 2012 | 978-4-04-120404-7 | 11 avril 2013   | 978-2-82030-642-5 |
| Couverture : Sky High, Keith GoodmanListe des chapitres : - Episode #10 : Fire is a good servant but a bad master. Part 1 [Le feu est un bon serviteur, mais un très mauvais maître 1] - Episode #11 : Fire is a good servant but a bad master. Part 2 [Le feu est un bon serviteur, mais un très mauvais maître 2] - Episode #12 : Fire is a good servant but a bad master. Part 3 [Le feu est un bon serviteur, mais un très mauvais maître 3] - Episode #13 : The wolf knows what the ill beast thinks [Combattre le mal par le mal] |                   |                   |                 |                   |
| 4 | 9 mars 2013       | 978-4-04-120648-5 | 21 août 2013    | 978-2-82030-707-1 |
| Couverture : Origami Cyclone, Ivan KarelinListe des chapitres : - Episode #14 : There is always a next time. Part 1 [On a toujours une deuxième chance 1] - Episode #15 : There is always a next time. Part 2 [On a toujours une deuxième chance 2] - Episode #16 : There is always a next time. Part 3 [On a toujours une deuxième chance 3] - Episode #17 : Spare the rod and spoil the child [Qui aime bien châtie bien] |                   |                   |                 |                   |
| 5 | 10 août 2013      | 978-4-04-120852-6 | 22 janvier 2014 | 978-2-82031-564-9 |
| Couverture : Blue Rose, Kotetsu T. Kaburagi, Karina LyleListe des chapitres : - Episode #18 : - Episode #19 : - Episode #20 : - Episode #21 : |                   |                   |                 |                   |
| 6 | 10 février 2014   | 978-4-04-121023-9 |                 |                   |
| 7 | 10 mai 2014       | 978-4-04-121109-0 |                 |                   |
| 8 | 10 novembre 2014  | 978-4-04-102239-9 |                 |                   |
| 9 | 10 novembre 2015  | 978-4-04-103141-4 |                 |                   |

### Manga de Hiroshi Ueda
| no | Japonais          | Japonais          |
| no | Date de sortie    | ISBN              |
| -- | ----------------- | ----------------- |
| 1  | 19 septembre 2012 | 978-4-08-879422-8 |
| 2  | 19 août 2013      | 978-4-08-879633-8 |
| 3  | 19 décembre 2014  | 978-4-08-890085-8 |
| 4  | 19 mai 2015       | 978-4-08-890191-6 |
| 5  | 19 octobre 2015   | 978-4-08-890276-0 |

## Adaptation live
Une adaptation live nommée Tiger & Bunny The Live a été jouée du 24 août au 1er septembre 2012 au music-hall Zepp Diver City de Tokyo.

## Produits dérivés

### Publications
Un livre hommage intitulé Tiger & Bunny Comic Anthology contenant des histoires courtes écrites par différents auteurs est sorti au Japon et en Amérique du Nord. Trois art book sont également publiés : Tiger & Bunny King of Works par Bandai Visual le 30 mars 2012, Tiger & Bunny hero gossips le 26 septembre 2011 et Katsura Masakazu x Tiger & Bunny par Shueisha le 28 octobre 2011.

### Jeux vidéo
Un jeu vidéo de type visual novel nommé Tiger & Bunny On Air Jack!, développé par Namco Bandai Games, est sorti le 20 septembre 2012 sur PlayStation Portable. Un second jeu vidéo nommé Tiger & Bunny: Heroes Day est aussi sorti sur PlayStation Portable le 20 mars 2013.

### Autres
De nombreuses figurines à l'effigie des principaux personnages ont été fabriquées,,.

### Édition japonaise
Tiger & Bunny
1. 1 2  Tome 1
2. 1 2  Tome 2
3. 1 2  Tome 3
4. 1 2  Tome 4
5. 1 2  Tome 5
6. 1 2  Tome 6
7. 1 2  Tome 7
8. 1 2  Tome 8
9. 1 2  Tome 9

Tiger & Bunny The Comic
1. 1 2  Tome 1
2. 1 2  Tome 2
3. 1 2  Tome 3
4. 1 2  Tome 4
5. 1 2  Tome 5

### Édition française
1. 1 2  Tome 1
2. 1 2  Tome 2
3. 1 2  Tome 3
4. 1 2  Tome 4
5. 1 2  Tome 5